# Cainomyces
Cainomyces är ett släkte av svampar. Cainomyces ingår i ordningen Laboulbeniales, klassen Laboulbeniomycetes, divisionen sporsäcksvampar och riket svampar.
|            | Laboulbeniaceae                      |
|            |                                      |
|            | Herpomycetaceae                      |
|            |                                      |
|            | Euceratomycetaceae                   |
|            |                                      |
|            | Ceratomycetaceae                     |
|            |                                      |
|            | Laboulbeniopsis                      |
|            |                                      |
| Cainomyces | \| \| Cainomyces isomali \| \| \| \| |
|            | \| \| Cainomyces isomali \| \| \| \| |
|            | Cainomyces isomali                   |
|            |                                      |

|  | Cainomyces isomali |
|  |                    |